# Queen on Fire - Live at the Bowl
Queen On Fire - Live At The Bowl is een liveregistratie van een concert dat Queen gaf tijdens hun Hot Space Tour in 1982.
De opname werd gemaakt op 5 juni 1982 in de National Bowl in Milton Keynes en werd toen rechtstreeks uitgezonden door een Britse commerciële tv-zender.
De opname werd in Europa uitgebracht op 24 oktober 2004 op twee cd's en twee dvd's, terwijl de VS moest wachten tot 9 november 2004. Op 6 juni 2005 volgde de uitgave van een box met drie elpees.

## Nummers
1. Flash (intro) (May)
2. The Hero (May)
3. We Will Rock You (fast) (May)
4. Action This Day (Taylor)
5. Play the Game (Mercury)
6. Staying Power (Mercury)
7. Somebody to Love (Mercury)
8. Now I'm Here (May)
9. Dragon Attack (May)
10. Now I'm Here (Reprise) (May)
11. Love of My Life (Mercury)
12. Save Me (May)
13. Back Chat (Deacon)
14. Get Down, Make Love (Mercury)
15. Guitar Solo (May)
16. Under Pressure (Queen/Bowie)
17. Fat Bottomed Girls (May)
18. Crazy Little Thing Called Love (Mercury)
19. Bohemian Rhapsody (Mercury)
20. Tie Your Mother Down (May)
21. Another One Bites the Dust (Deacon)
22. Sheer Heart Attack (Taylor)
23. We Will Rock You (slow) (May)
24. We Are the Champions (Mercury)
25. God Save the Queen (arrangementen: May)